# ボロト・ブカ
ボロト・ブカ（モンゴル語: Bolot Buqa、中国語: 孛羅不花、生没年不詳）は、モンゴル帝国の皇族で、鎮南王トガンの孫。『元史』などの漢文史料では孛羅不花(bóluōbùhuā)と記される。

## 概要
テムル・ブカの父のトガンに与えられた「鎮南王」位は初め長男のラオジャンが承襲し、その死後次男のトク・ブカが承襲していた。しかしそのトク・ブカもまた早世し、その子のボロト・ブカはまだ幼かったため、泰定3年（1326年）にテムル・ブカが鎮南王位を承襲することとなった。天暦2年（1329年）、天暦の内乱を経て即位したジャヤガトゥ・カアン（文宗トク・テムル）に対し、テムル・ブカは既に甥のボロト・ブカが成長したため、自身の鎮南王位を譲りたいと申し出た。ジャヤガトゥ・カアンはテムル・ブカの申し出を受け容れてボロト・ブカを新たに鎮南王に封じ、ボロト・ブカはテムル・ブカに代わって揚州を鎮守することになった。
ジャヤガトゥ・カアンの死後、リンチンバルの短い即位を経てウカアト・カアン（順帝トゴン・テムル）が即位すると、元統2年（1334年）にボロト・ブカは朝廷を訪れた。この頃、大元ウルスでは紅巾の乱が広まりつつあり、ボロト・ブカは叔父のテムル・ブカやコンチェク・ブカらとともに叛乱鎮圧にかり出されることになった。至正7年（1347年）には集慶路の盗賊の討伐を行い、その2カ月後には叔父のコンチェク・ブカとともに湖広行省・江西行省の叛乱軍を鎮圧した。至正12年（1352年）には、これら叛乱鎮圧の功績により鈔1万錠を与えられた。
至正15年（1355年）、上都に駐蹕するウカアト・カアンの下から宣命・印信・牌面がもたらされた。至正16年（1356年）、それまでの叛乱軍との戦いの功績を評価されて鈔1万錠を与えられた。これ以後ボロト・ブカが史料上に現れることはなく、その晩年については不明である。

## 子のダイシンヌ
ボロト・ブカにはダイシンヌという息子がおり、信州に駐屯して大元ウルスに対して叛乱を起こした陳友諒と戦いを繰り広げていた。至正18年（1358年）2月、王奉国率いる大軍を派遣して信州を攻撃し、ダイシンヌらは危機に陥った。至正19年（1359年）正月、ウイグル人将軍のバヤン・ブカ・テギンが王奉国らの軍勢を破って敗走させ、ダイシンヌらは急ぎ門を開いてバヤン・ブカ・テギンを出迎えた。
しかし、僅か数カ月後に陳友諒は再び大軍を繰り出し、ダイシンヌとバヤン・ブカ・テギンらは抗戦したものの、士卒は籠城戦に疲れ切ってしまった。その後、万人隊長（万戸）の顧馬児が叛乱を起こしたことを切っ掛けに城は陥落し、ダイシンヌは戦死した。

## 鎮南王家
- セチェン・カアン（世祖クビライ）
  - 鎮南王トガン（Toγan ＞脱歓/tuōhuān,توقان/Tūqān）
    - 鎮南王ラオジャン（Laoǰang ＞老章/lǎozhāng,لاوجانگ/Lāujāng）
    - 鎮南王トク・ブカ（Toq Buqa ＞脱不花/tuōbùhuā）
      - 鎮南王ボロト・ブカ（Bolot Buqa ＞孛羅不花/bóluōbùhuā）
        - ダイシンヌ（Daišingnu ＞大聖奴/dàishèngnú）

    - 威順王コンチェク・ブカ（Könček Buqa ＞寛徹普化/kuānchèpŭhuà）
      - ベク・テムル（Bek temür ＞別帖木児/biétièmùér）
      - ダイ・テムル（Dai temür ＞答帖木児/dátièmùér）
      - バウエンヌ（Bau’ennu ＞報恩奴/bàoēnnú）
      - ゼデイヌ（Dzedeinü ＞接待奴/jiēdàinú）
      - 義王コシャン（Qošang ＞和尚/héshàng）

    - 淮王テムル・ブカ（Temür Buqa ＞帖木児不花/tièmùérbùhuā）
    - 文済王マンジ（Manzi ＞蛮子/mánzǐ）
      - 文済王ブカ・テムル（Buqa Temür ＞不花帖木児/bùhuātièmùér）

    - 宣徳王ブダシリ（Budaširi ＞不答失里/bùdāshīlǐ）